# Piero Balbo
Piero Balbo, conosciuto col nome di battaglia "comandante Nord" o "Poli" (Manjimup, 12 giugno 1916 – Asti, 19 marzo 2003), è stato un militare, partigiano e avvocato italiano, decorato con la medaglia d'argento al valor militare e comandante di uno dei gruppi di partigiani badogliani.

## Biografia
Laureato in giurisprudenza, avvocato, nel 1940 venne arruolato come ufficiale di complemento nella XII Squadriglia MAS di Lero e vi restò fino all'8 settembre 1943, quando, trasferito a Pola, venne catturato dai tedeschi, ma riuscì a fuggire e, rientrato nell'astigiano percorrendo l'intero tragitto in bicicletta, si aggregò alle prime bande armate partigiane.
I tedeschi lo conoscevano e per questo nel 1944 gli distrussero la casa a Cossano Belbo. Fece parte del 1º Gruppo Divisioni Alpine, comandato da Enrico Martini "Mauri", nel quale a lui venne dato il comando della 2ª Divisione Langhe.
La divisione durante la resistenza aveva anche il compito di approntare e difendere il campo di atterraggio a Vesime, utilizzato dagli Alleati. Alla fine della guerra di liberazione la brigata lasciò sul campo 178 caduti tra i quali il padre di Piero Balbo, "Pinin", medaglia d'oro al valor militare.
È deceduto ad Asti il 19 marzo 2003 e la sua salma riposa nella tomba di famiglia nel cimitero di Cossano Belbo.

## Letteratura
- Il partigiano Johnny di Beppe Fenoglio. Così Fenoglio descrive Nord, definito anche "il leggendario capo delle Langhe":

(Beppe Fenoglio, Il Partigiano Johnny)

## Filmografia
Dal libro nel 2000 è stato tratto il film omonimo, per il quale Piero Balbo ha prestato alcuni dei suoi indumenti utilizzati durante la resistenza, all'interprete di Nord, Claudio Amendola, e ha assistito alla prima visione del film tenutasi ad Alba, alla presenza dei famigliari e amici di Beppe Fenoglio.